# Акбашева
Акбашева (рос. Акбашева) — присілок у Аргаяшському районі Челябінської області Російської Федерації.
Входить до складу муніципального утворення Акбашевське сільське поселення. Населення становить 1273 особи (2010).

## Історія
Населений пункт розташований на історичній території башкирських племен. Від 1930 року належить до Аргаяшського району, спочатку в складі Башкирської АРСР, а від 1934 року — Челябінської області.
Згідно із законом від 12 листопада 2004 року органом місцевого самоврядування є Акбашевське сільське поселення.

## Населення
| 2002 | 2010  |
| ---- | ----- |
| 1227 | ↗1273 |